# Artéria ilíaca comum

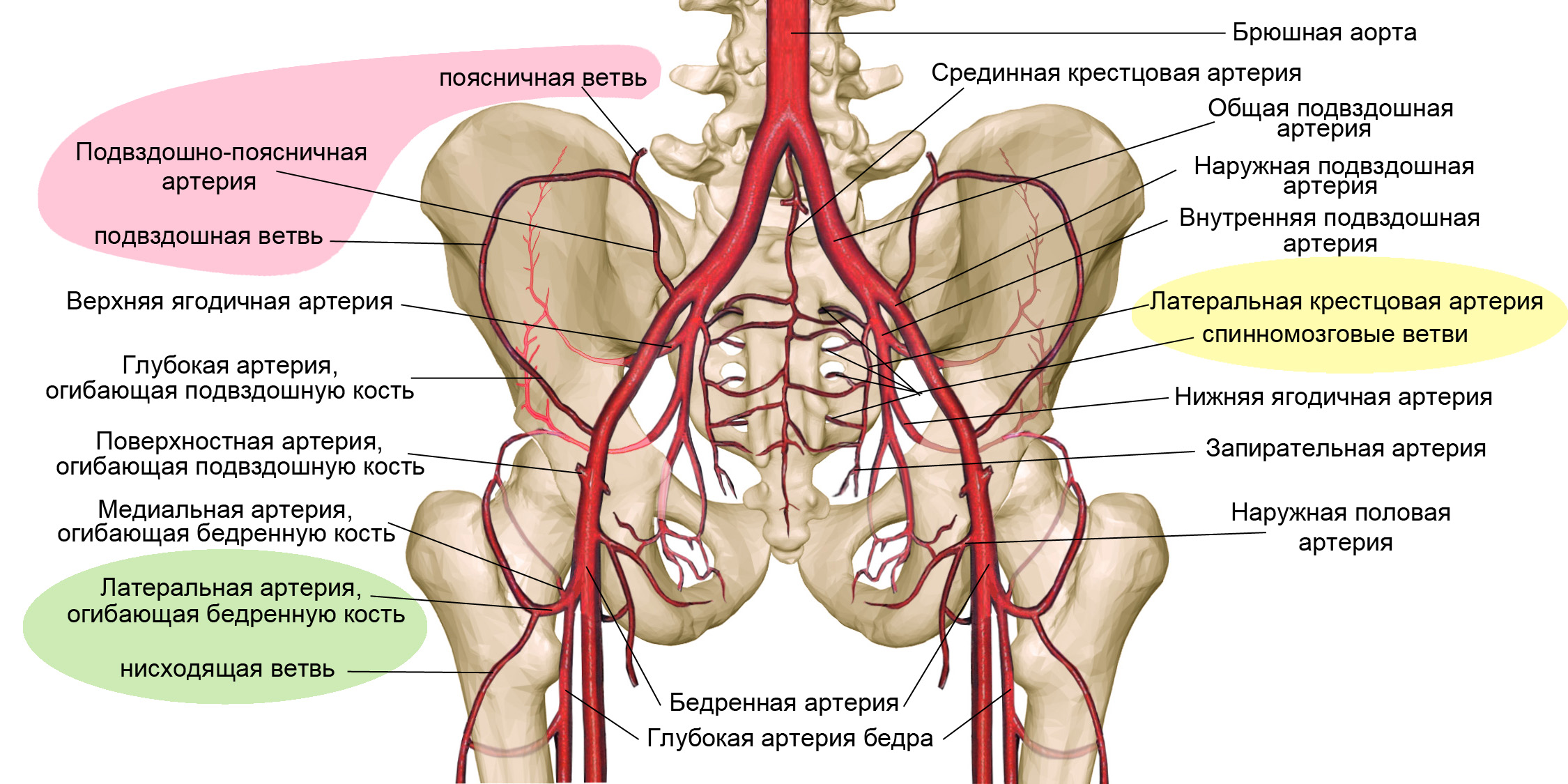
Em vermelho, a artéria ilíaca comum, se dividindo em artéria ilíaca externa e artéria ilíaca interna

As artérias ilíacas comuns direita e esquerda são os dois ramos que se originam a partir da bifurcação da artéria aorta, responsáveis pela irrigação sanguínea dos membros inferiores e da região pélvica. Cada uma se divide posteriormente em artéria ilíaca externa e artéria ilíaca interna.